# Euryeidon
Euryeidon is een geslacht van spinnen uit de familie mierenjagers (Zodariidae).

## Soorten
Het geslacht kent de volgende soorten:
- Euryeidon anthonyi Dankittipakul & Jocqué, 2004
- Euryeidon consideratum Dankittipakul & Jocqué, 2004
- Euryeidon monticola Dankittipakul & Jocqué, 2004
- Euryeidon musicum Dankittipakul & Jocqué, 2004
- Euryeidon schwendingeri Dankittipakul & Jocqué, 2004
- Euryeidon sonthichaiae Dankittipakul & Jocqué, 2004